# Witrektomia

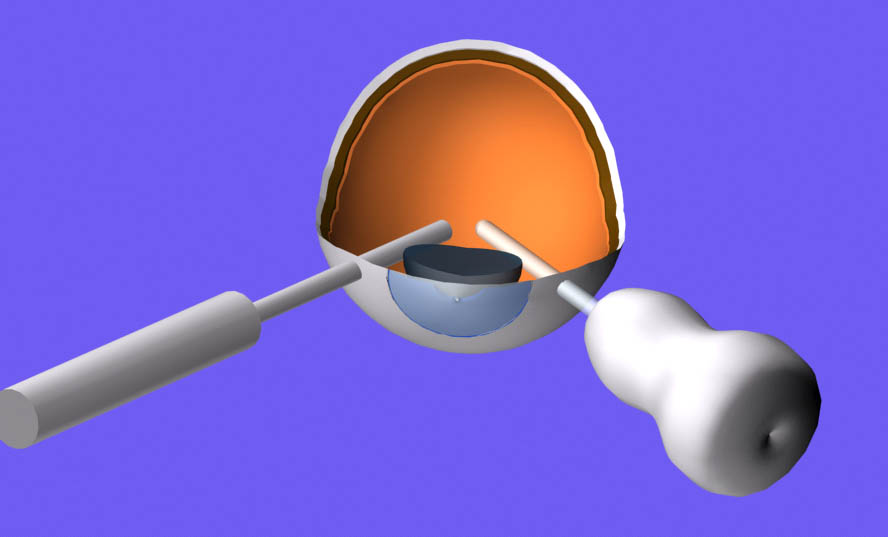
Schemat zabiegu

Witrektomia – operacyjny zabieg okulistyczny polegający na usunięciu wszelakich składników patologicznych (np. wylewów krwawych) znajdujących się w obrębie ciała szklistego oka. Jest jednym ze sposobów usuwania mętów ciała szklistego.

Przeczytaj ostrzeżenie dotyczące informacji medycznych i pokrewnych zamieszczonych w Wikipedii.